# Kráľovce-Krnišov
Kráľovce-Krnišov (em húngaro: Hontkirályfalva) é um município da Eslováquia, situado no distrito de Krupina, na região de Banská Bystrica. Tem 5,34 km² de área e sua população em 2018 foi estimada em 151 habitantes.

## Demografia
| Ano:        | 1994 | 2004    | 2014   | 2024    |
| ----------- | ---- | ------- | ------ | ------- |
| Broj ljudi: | 178  | 158     | 172    | 148     |
| Razlika:    |      | -11,23% | +8,86% | -13,95% |

| Ano:               | 2023 | 2024 |
| ------------------ | ---- | ---- |
| Número de pessoas: | 148  | 148  |
| Diferença:         |      | +0%  |